# Catherine Mechtcherski
Pour les autres membres de la famille, voir Famille Mechtcherski.
La princesse Catherine Nikolaïevna Mechtcherski ou Mechtcherskaïa (Екатерина Николаевна Мещерская), née Karamzine le 22 septembre 1806 et morte le 10 novembre 1867, est une aristocrate russe à qui furent adressées plusieurs dédicaces de poèmes d'hommes de lettres de son époque.

## Biographie
Elle est la fille de l'historien Nikolaï Karamzine et de sa seconde épouse, née Catherine Kolyvanova. Elle épouse le 27 avril 1828 le lieutenant-colonel Pierre Ivanovitch Mechtcherski (1802-1876), de la famille princière des Mechtcherski. Les lettres de la princesse et la correspondance qu'elle a reçue constituent une source importante pour l'étude de la vie de Lermontov,, de Pouchkine et de ses proches, ainsi que des Wiazemsky ou de Tiouttchev, entre autres.
Vassili Joukovski lui écrit par exemple le 24 novembre 1818 un album de poèmes qu'il intitule: « Album de la princesse Mechtcherski », Pouchkine lui dédie son « Acathiste » et le prince Wiazemsky (son oncle) compose en 1843 son poème « Nuit à Revel » avec une dédicace à la princesse.
Catherine Mechtcherski avait fait la connaissance de Pouchkine dans sa jeunesse chez ses parents et elle avait rencontré les Wiazemsky chez son mari (de la seconde moitié des années 1810 aux années 1830). Elle faisait partie du cercle des amis de Pouchkine, surtout à la fin de la vie du poète, et venait souvent chez lui, elle passait également des soirées avec lui dans le salon de sa mère. Cependant après son mariage elle le vit moins car elle prit moins part aux soirées du salon des Karamzine.
« Pouchkine a fait la connaissance de Catherine Nikolaïevna en 1817 alors qu'elle n'avait que onze ans. Il est certain qu'elle ne pouvait guère attirer l'attention du poète à cet âge. Ils se rencontrèrent à nouveau lorsque Pouchkine revint de son exil de Mikhaïlovskoïe. Il se rendit d'abord à Saint-Pétersbourg en mai 1827, où il rendit visite aux Karamzine, et en juillet repartit pour Mikhaïlovskoïe, où il écrivit « Arion» et l' « Acathiste ». »
Le 26 mai 1834, Pouchkine, accompagné de Sophie Karamzine, se rendit à Cronstadt pour accompagner la famille Mechtcherski à son bateau en partance pour l'étranger et revint le 25 septembre 1835 au quai de Cronstadt pour accueillir la famille à son retour.
La princesse Mechtcherski fut frappée de la mort du poète en duel. Elle était extrêmement indignée de ceux qui tentaient de protéger d'Anthès et qualifiait ce dernier de « vil séducteur et escroc qui avait trois patronymes et deux noms ».
Dans une lettre à sa belle-sœur, Marie Ivanovna Mechtcherski, du 16 février 1837, elle décrit en détail les conditions du duel et la mort du poète, et ajoute : « nous avons été vraiment cruellement frappés de cet événement sanglant qui a marqué la fin de la brillante carrière de Pouchkine ».
Plus tard, la princesse raconta à Tolstoï que Pouchkine lui avait parlé du côté « inattendu » pour lui du sujet de son roman « Eugène Onéguine» en mettant en avant le refus de Tatiana à Onéguine.

## Famille
De son union avec le prince Mechtcherski, elle a quatre enfants:
- Nicolas (1829-1901), époux de Marie Alexandrovna Panine (morte le 30 septembre 1903)
- Alexandre (1837-1875), époux de Nadejda Ivanovna Rioumine
- Vladimir (1839-1914), écrivain et journaliste.
- Catherine (1843/46-1924), épouse du général-comte Vladimir Kleinmichel (1839-1882).